# Barra de error

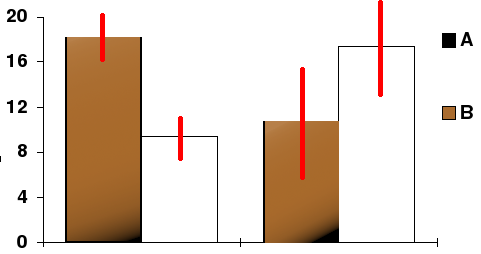
Un diagrama de barras con intervalos de confianza (mostrados como líneas rojas)

Las barras de error son representaciones gráficas de la variabilidad de los datos, y se usan en gráficos para indicar el error o la incertidumbre en una determinada medida. Dan una idea general de lo precisa que es una medición o, a la inversa, a qué distancia del valor indicado puede estar el valor verdadero (sin errores) del elemento medido. Las barras de error a menudo representan una incertidumbre utilizando una desviación típica, un error estándar o un intervalo de confianza particular (por ejemplo, un intervalo del 95%). Estas cantidades no expresan necesariamente valores coincidentes, por lo que debe indicarse explícitamente en el gráfico o en el texto de apoyo cuál es el indicador del error utilizado.
Se pueden usar para comparar visualmente dos cantidades, e implicitamente, si se cumplen determinadas condiciones, permiten determinar a simple vista si las diferencias son de significación estadística. Las barras de error también pueden sugerir la bondad de ajuste de una función dada, es decir, la exactitud con la que la función describe los datos. Es habitual que los artículos científicos en el campo de las ciencias experimentales incluyan barras de error en todos los gráficos, aunque la práctica difiere un poco entre las distintas ciencias, y cada revista a su vez suele tener su propio manual de estilo.
También se pueden usar como indicadores para el control de procesos mediante regulación manual, permitiendo ajustar algoritmos probabilísticos para realizar cálculos aproximados.
Acompañadas del símbolo ±, pueden expresar con el signo más (+) el límite superior del error, y con el signo menos (-) su límite inferior.
Una idea incorrecta acerca de las estadísticas elementales es que las barras de error muestran si existe o no una diferencia estadísticamente significativa, apreciando simplemente si las barras de error se superponen o no; este no es el caso.